# Епархия Сьюдад-Ласаро-Карденаса
Епархия Сьюдад-Ласаро-Карденаса (лат. Dioecesis Civitatis Lazari Cárdenas) — епархия Римско-католической церкви с центром в городе Ласаро-Карденас, Мексика. Юрисдикция епархии распространяется на часть территорий штатов Мичоакан и Герреро. Епархия Сьюдад-Ласаро-Карденаса входит в митрополию Морелии. Кафедральным собором епархии Сьюдад-Ласаро-Карденаса является церковь Христа Царя.

## История
11 октября 1985 года Римский папа Иоанн Павел II издал буллу Cum probe, которой учредил епархию Сьюдад-Ласаро-Карденаса, выделив её из епархий Апатсингана и Такамбаро. Первоначально епархия Сьюдад-Ласаро-Карденаса входила в митрополию Акапулько.
25 ноября 2006 года епархия Сьюдад-Ласаро-Карденаса вошла в митрополию Морелии.

## Ординарии епархии
- епископ José de Jesús Sahagún de la Parra (11.09.1985 — 3.05.1993);
- епископ Salvador Flores Huerta (3.05.1993 — 30.09.2206);
- епископ Fabio Martínez Castilla (13.03.2007 — 19.02.2013);
- епископ Armando António Ortíz Aguirre (20.11.2013 — по настоящее время).

## Источник
- Annuario Pontificio, Libreria Editrice Vaticana, Città del Vaticano, 2003, стр. 958, ISBN 88-209-7422-3
- Булла Cum probe  (лат.)